# سروية
الفصيلة السروية (الاسم العلمي: Cupressaceae) هي فصيلة من النباتات تتبع رتبة السرويات من طائفة الصنوبرانية. تشمل هذه الفصيلة 27-30 جنساً تضم 130-140 نوعاً من الأشجار و الشجيرات من أهمها السرو و العفص.

## أجناس
- السرو